# Cratere Newton (Marte)
Newton è un cratere da impatto sulla superficie di Marte.
È intitolato allo scienziato inglese Isaac Newton.